# انجیل (هرات)
انجیل (به لاتین: Injil) یک منطقهٔ مسکونی در افغانستان است که در ولسوالی انجیل واقع شده‌است.